# I Wanna Love You
I Wanna Love You – singel amerykańskich raperów Akona i Snoop Dogga. Promuje on albumy raperów: Konvicted i Tha Blue Carpet Treatment. Do utworu powstał teledysk.

## Lista utworów
Opracowano na podstawie źródła.
1. "I Wanna Love You" - (4:11)
2. "Struggle Everyday" - (4:16)

## Certyfikacje
| Kraj              | Certyfikacje | Sprzedaż   |
| ----------------- | ------------ | ---------- |
| Australia         | złoto        | 35.000+    |
| Nowa Zelandia     | platyna      | 15.000+    |
| Stany Zjednoczone | 3x platyna   | 3.000.000+ |